# (1522) Kokkola
(1522) Kokkola est un astéroïde de la ceinture principale.

## Description
(1522) Kokkola est un astéroïde de la ceinture principale. Il fut découvert le 18 novembre 1938 à Turku par Liisi Oterma. Il présente une orbite caractérisée par un demi-grand axe de 2,37 UA, une excentricité de 0,07 et une inclinaison de 5,4° par rapport à l'écliptique.

## Compléments